# Xalbador
Fernando Aire Etxart, más conocido como Xalbador, (Urepel, Baja Navarra (Francia), 19 de junio de 1920–7 de noviembre de 1976) fue un pastor y versolari vasco. 

## Biografía
Nació y creció en un ambiente vascófono en el caserío Xalbador-Enea de Urepel. Cantó en público por primera vez en Urepele con tan solo 16 años. Para él era algo natural improvisar bertsos. A pesar de dejar la escuela con 11 años, tenía muy buena caligrafía. El 7 de noviembre de 1976 falleció a causa de un ataque al corazón en el homenaje en su honor que se estaba celebrando en Urepel, su lugar de nacimiento.

### Trayectoria como bertsolari
Le interesó el versolarismo desde muy joven y, gracias a su facilidad para aprender las canciones y agilidad al improvisar rápidamente, triunfó en el versolarismo. Entre los años 1946 y 1960 ganó muchos premios en los concursos de versolarismo en el sur del País Vasco.Escribió varios libros con sus bertsos escritos.
Fue un versolari lírico y poético, que en numerosas ocasiones trabajaba reemplazando la seriedad y la melancolía; utilizando la vida, la familia, la granja, la fe y la naturaleza como tema para sus versos. Fue pionero al hablar de temas poco habituales para la época y sus bertsos se convirtieron en mensajes universales.Junto con Mattin Treku Inharga, logró reunir a los versolaris del norte y del sur del País Vasco.

#### Suceso en la competición de 1967
En el campeonato de 1967, en San Sebastián, ganó el segundo premio. A pesar de su puesto en el certamen, fue el gran protagonista del concurso con uno de los acontecimientos más renombrados dentro del ámbito del bertsolarismo.
Una vez que los espectadores estaban sentados en sus respectivos sitios y los jueces estaban colocados en sus mesas, Alfonso Irigoyen leyó los resultados del concurso; el versolari Xalbador, junto con Uztapide, pasaron a la última fase a competir por la boina, es decir, el premio.
En ese momento, a causa de los gritos y silbidos de los espectadores, el frontón de Anoeta fue invadido por un mal ambiente. Uztapide y Xalbador, teniendo delante el micrófono, se mantuvieron callados durante estos minutos. Los espectadores estaban divididos en dos grupos: cuando parecía que los silbidos acallaban los aplausos, los que estaban de parte de Xalbador se ponían de pie y aplaudían a su favorito. Un juez les pidió a los dos participantes que comenzaran la última fase, pero los dos se mantuvieron callados. Al final, fue Uztapide quien, en medio de todos los gritos, presentó su verso.
A continuación, llegó el turno de Xalbador, pero le fue imposible comenzar a causa del barullo. Finalmente el público se fue acallando y Xalbador improvisó un verso memorable y conmovedor dedicado para éstos: cuando cantó la línea «Zuek ezpazarete kontentu, errua ez daukat ez nik, txistuak jo dituzute bainan maite zaituztet orainik.» («Si vosotros no estáis contentos, la culpa no la tengo yo, habéis silbado, pero os sigo queriendo todavía»), los espectadores aplaudieron con tanta fuerza que se dio por terminada la sesión casi sin darle tiempo a cantar los dos últimos versos. Con ese verso, Xalbador logró que los dos grupos divididos del público se uniesen. En este verso, dejó a un lado su dialecto de la Baja Navarra, y se dirigió a los espectadores con el dialecto vasco que la mayoría utilizaba, el guipuzcoano, por lo que se ganó el afecto del público.

## Trabajos
- Ezin bertzean (1969, Auspoa).[5]
- Odolaren mintzoa (1976, Auspoa).[6]
- Herria gogoan (1981, Auspoa).[7]

## Premios y reconocimientos
- Fue cuarto en el Campeonato de Euskadi de 1960, 1962 y 1965.[2][3]
- Fue segundo en el Campeonato de 1967.[2][3]
- Ganó cuatro veces el certamen más prestigioso de bertsos escritos, el premio "Xenpelar Saria" los años 1972, 1973, 1975 y 1976.[3]
- En 1967 se le homenajeó en Hernani, el segundo día del bertsolari (II. Bertsolari Eguna).[3]

- El 21 de noviembre de 1969 se le hizo un homenaje popular en San Sebastián.[1]
- El 7 de noviembre de 1976, día en que murió, estaba siendo homenajeado por bertsolaris y aficionados de todo el País Vasco en su pueblo natal, dónde año tras año se han vuelto a reunir en fecha cercana a la de su fallecimiento.[3]
- En 1977 se le nombró académico de honor en la Real Academia de la Lengua Vasca-Euskaltzaindia.[2]
- En 1978 Xabier Lete compuso la famosa canción Xalbadorren heriotzean (En la muerte de Xalbador) en su honor,[8] publicada en su disco llamado Lore bat, zauri bat.[9] También son famosas las versiones de Erramun Martikorena,[10] y la de Rozalén.[11]
- En diciembre de 2014 se estrenó el documental Xalbador, izana eta izena, dirigida por Eneko Dorronsoro.[12]

## Vida personal
En 1943 se casó con Léonie Etxebarren y tuvieron dos hijas y dos hijos.